# 606
Évszázadok: 6. század – 7. század – 8. század
Évtizedek: 550-es évek – 560-as évek – 570-es évek – 580-as évek – 590-es évek – 600-as évek – 610-es évek – 620-as évek – 630-as évek – 640-es évek – 650-es évek
Évek: 601 – 602 – 603 – 604 –  605 – 606 – 607 – 608 – 609 – 610 – 611

## Események

### Bizánci Birodalom
- Meghal II. Küriakosz, Konstantinápoly pátriárkája. Utódjául I. Thómaszt választják.

### Európa
- II. Theuderic burgundiai király nagyanyja, Brünhilda nyomására hadjáratot indít testvére, az austrasiai II. Theudebert ellen. A sereg élére Protadius majordomust (Brünhilda szeretőjét) nevezik ki. A katonák lázonganak, mert nem akarnak frank testvéreik ellen harcolni és a király levelet küld Uncelen alemann hercegnek, hogy fegyelmezze meg őket. Uncelen azonban kihirdeti, hogy a Theuderic a gyűlölt Protadius kivégzését rendelte el és a katonák meggyilkolják a főparancsnokot.
- Brünhilda lefogatja és megkínoztatja Uncelent, majd levágatja a lábait, hogy alkalmatlan legyen hercegi címére (az alemann törvény szerint a hercegnek képesnek kell lennie lovagolni).
- II. Theuderic feleségül veszi Witteric vizigót király lányát, Ermenbergát.
- Meghal Pybba, Mercia királya. Utóda Cearl.
- Meghal Sabinianus pápa, akit az éhező római nép gyűlölt, ugyanis az elődje, I. Gergely által felhalmozott gabonát pénzért adta el nekik. Utódjául konstantinápolyi képviselőjét (apocrisariusát), III. Bonifatiust választják meg, aki azonban majdnem egy évig még Konstantinápolyban marad.
- A longobárd hódítás elől negyven évvel ezelőtt Grado szigetére menekült aquileiai patriarchátus új vezetője, Candidianus kiegyezik a római pápával (Aquileia 553-ban a háromcikkely-vita miatt elszakadt a római egyháztól). A longobárd uralom alatt élő Aquileia keresztény lakói erre új vezetőt választanak maguknak (aki fenntartja a skizmát) és a patriarchátus kettészakad.

### India
- Trónra kerül a Pusjabhúti dinasztiából származó Harsa, aki hamarosan egész Észak-Indiát uralma alá hajtja.

## Születések
- Hafsza bint Umar, Mohamed próféta negyedik felesége

## Halálozások
- február 22. - Sabinianus, pápa
- II. Küriakosz, konstantinápolyi pátriárka
- Lépcsős Szent János, szír szerzetes, teológus
- Pybba, merciai király

## Fordítás
- Ez a szócikk részben vagy egészben  a(z)   606 című angol Wikipédia-szócikk ezen változatának fordításán alapul.  Az eredeti cikk szerkesztőit annak laptörténete sorolja fel. Ez a jelzés csupán a megfogalmazás eredetét és a szerzői jogokat jelzi, nem szolgál a cikkben szereplő információk forrásmegjelöléseként.